# 查帕雷县
查帕雷县（西班牙語：Provincia del Chapare），是玻利維亞的县份，位於該國中部，屬於科恰班巴省的一部分，县府設於薩卡瓦，面積12,445平方公里，2001年人口187,358，人口密度每平方公里15.1人。